# Die Grasharfe (Film)
Die Grasharfe ist ein US-amerikanisches Filmdrama aus dem Jahr 1995. Die Literaturverfilmung basiert auf dem gleichnamigen Roman von Truman Capote.

## Handlung
Alabama in den 1930er-Jahren. Collin Fenwick ist acht Jahre alt, als seine Mutter plötzlich stirbt. Da sein Vater außerstande ist, sich allein um den Jungen zu kümmern, schickt er ihn zu seinen beiden unverheirateten Schwestern in die Provinz von Alabama: Verena, die stets Wert auf Ordnung und Perfektion legt, und Dolly, die stets im Schatten ihrer älteren Schwester stand, sich aber in ihrer Küche und mit ihren Freunden immer am wohlsten fühlte. Dolly hat eine Leidenschaft für Kräuter und wird von den Ortsansässigen gern besucht, weil sie immer ein passendes Mittel parat hat.
Aus dem kleinen Collin wird ein Jugendlicher, der sich zum ersten Mal verliebt, und während Tante Verena ihr Leben schon im Geiste durcheinandergeraten sieht, freut sich Dolly mit ihrem jungen Neffen. Doch als plötzlich der Geschäftsmann Morris Ritz in der Stadt auftaucht, sieht alles ganz anders aus, denn auch Verena merkt, dass sie sich noch verlieben kann. Ritz ist auf der Suche nach neuen Investitionsmöglichkeiten, und Verena kommt auf die Idee, Dollys Kräuterarzneien in großen Mengen produzieren zu lassen und damit Geld zu verdienen. Dolly wehrt sich jedoch gegen diese Ausbeutung, was schließlich zum Streit mit ihrer Schwester und infolgedessen dazu führt, dass Dolly kurzerhand auszieht. Gemeinsam mit Collin und ihrer Freundin Catherine zieht sie in ein Baumhaus.
Einige Einwohner des Ortes – unter Führung von Verena – sind über diese aufrührerische Aktion nicht begeistert und bitten kurzerhand den Sheriff und den alten Friedensrichter Charlie Cool um Hilfe. Der Richter schlägt sich jedoch auf Dollys Seite und zieht kurzerhand mit ins Baumhaus, er macht ihr sogar einen Heiratsantrag. Unterstützt werden sie zudem von dem aufsässigen Jugendlichen Riley Henderson sowie der kinderreichen Straßenpredigerin Schwester Ida, die natürlich bei einigen der konservativen Kleinstadtbewohner ebenfalls nicht erwünscht ist.
Nachdem Morris Ritz sich mitten in der Nacht mit Verenas Geld aus dem Staub gemacht hat, finden die beiden Schwestern wieder zusammen und sie kommen sich näher als je zuvor. Wenig später verstirbt Dolly allerdings an einem Schlaganfall. Collin verabschiedet sich schließlich aus der Kleinstadt, um ein Studium aufzunehmen und Schriftsteller zu werden.

## Hintergrund
Regisseur Charles Matthau besetzte seinen Vater Walter für die Rolle des Richters Charlie Cool. Auch Jack Lemmon, mit dem Walter Matthau über Jahrzehnte ein erfolgreiches Komikerduo bildete, ist in der Nebenrolle des schmierigen Geschäftsmannes Ritz zu sehen. Walter Matthau und Jack Lemmon haben allerdings nur eine gemeinsame Szene im Film. In den Hauptrollen der Talbo-Schwestern Dolly und Verena sind Piper Laurie und Sissy Spacek zu sehen, die 1974 in Brian De Palmas Horrorklassiker Carrie – Des Satans jüngste Tochter noch Mutter und Tochter gespielt hatten.
Die Grasharfe wurde in Wetumpka, Alabama, gedreht. Der Film war die letzte Arbeit des oscarprämierten Drehbuchautors Stirling Silliphant, der 1996 mit 78 Jahren starb. Silliphants Drehbuch hält sich in großen Teilen eng an die Romanvorlage von Truman Capote. An den Kinokassen wurde Die Grasharfe zu einem Misserfolg, das Budget von neun Millionen US-Dollar konnte bei weitem nicht wieder eingespielt werden.

## Auszeichnungen
Im Rahmen von Preisverleihungen blieb Die Grasharfe weitgehend unbeachtet, Regisseur Charles Matthau bekam jedoch 1996 bei den Family Film Awards den Preis für die beste Regie.

## Kritiken
Die Kritiken zu Die Grasharfe fielen gemischt aus. Die New York Times schrieb, Die Grasharfe sei „ein süßer, weiser, witziger, ergreifender Film“, der die Talente seiner erstklassigen Besetzung einzusetzen wisse. Die Schauspielleistungen seien „gleichmäßig gekonnte, scharfe Wiedergaben von markanten Individuen“. Regisseur Charles Matthau habe eine Landschaft erschaffen, die „fern und atmosphärisch“ wirke und zeitlose Botschaften vermittele. Die Los Angeles Times bemerkte, der Film „feiere Wiedergeburt und Erneuerung, aber innerhalb eines störrischen Blicks auf das Leben, der es nie erlaubt, dass es zu einem Märchen entgleist.“ Variety schrieb, Die Grasharfe sei ein „Juwel von einem Film“ und zeichne sich durch ein „feinfühliges Drehbuch“ sowie eine „wunderbare Ensemble-Besetzung“ aus.
Der film-dienst zeigte sich hingegen enttäuscht: „Werkgetreue Adaption des Romans von Truman Capote, die jedoch nicht deren poetische Leichtigkeit beibehält, sondern in sentimentale Bedeutungsschwere abgleitet. So wird die schlichte Erzählung durch süßliche Musik, rosige Farben und postkartenschöne Bilder verwässert und zum schwülstigen ‘Bildungsroman’.“ Cinema urteilte positiv, der Film biete ein „charmantes Gesellschaftsgemälde der USA in den 30ern“ und sei eine „poetische, topbesetzte Literaturverfilmung“.